# Palliduphantes montanus
Palliduphantes montanus är en spindelart som först beskrevs av Kulczynski 1898.  Palliduphantes montanus ingår i släktet Palliduphantes och familjen täckvävarspindlar. Inga underarter finns listade i Catalogue of Life.